# Membre de Bièvres
Le membre de Bièvres donne naissance au prieuré hospitalier de Saint-Jean de Latran.

## Origine
Le plus vieux document qui la mentionne date de 1171, c'est une charte de Maurice, évêque de Paris, par laquelle Philippe et Mathieu de Villa Escoblen, son frère, ont vendu aux Hospitaliers Jocelin et Gérard, procureurs de la maison de L'Hospital, la terre, les hommes et la justice seigneuriale à Bièvres pour un cens annuel de deux sols et 40 livres payées en une fois,.

## Sources
- Eugène Mannier, Les commanderies du grand prieuré de France d'après les documents inédits conservés aux archives nationales à Paris, Paris, 1872 (lire en ligne).